# Lissjön (Ockelbo socken, Gästrikland)
Lissjön är en sjö i Ockelbo kommun i Gästrikland och ingår i Testeboåns huvudavrinningsområde.